# Phyllanthus vergens
Phyllanthus vergens är en emblikaväxtart som beskrevs av Henri Ernest Baillon. Phyllanthus vergens ingår i släktet Phyllanthus och familjen emblikaväxter. Inga underarter finns listade i Catalogue of Life.